# Instituto Nacional de Estadística y de Estudios Económicos y Demográficos de Togo
El Instituto Nacional de Estadística y de Estudios Económicos y Demográficos de Togo (en francés: Institut National de la Statistique et des Études Economiques et Démographiques, sigla INSEED), antigua Dirección General de Estadística y Contabilidad nacional (sigla DGSCN) es el servicio estadístico oficial de Togo desde 2015. Con anterioridad existieron distintos organismos públicos con idéntica finalidad. Con sede en la capital Lomé, sus actividades se organizan en el marco general del sistema estadístico de Togo .

## Misión
Según el decreto de creación, el INSEED es responsable de producir y suministrar estadísticas generales a las autoridades, a los organismos internacionales y a los particulares. Además, coordinará la producción, el procesamiento y la publicación de las estadísticas y preparará los presupuestos y la contabilidad nacional y regional.

## Organización
Está encabezado por un director general e incluye las siguientes unidades :
- departamento de cuentas nacionales y estudios económicos ;
- departamento de demografía y estadísticas sociales ;
- dirección de los intercambios y la coordinación.
- y cinco direcciones regionales.

## Historia
| Nombre                 | Período       |
| ---------------------- | ------------- |
| Mawabouwe V. Palanga   | 2001 -        |
| Nouridina Bouraima     | 1984 - 2001}} |
| Figah Ayaovi           | - 1984        |
| Anani Théodore Kponton | 1968 -        |

El 27 de julio de 1956 se creó el Servicio General de Estadística  en el territorio de Togo. Doce años más tarde, un decreto presidencial transformó el primitivo servicio en la Dirección de Estadística del Ministerio de Comercio, Industria, Turismo y Planificación, que luego sucedió a la Alta Comisión de Planificación. Su transformación en Dirección General se producirá en 2001 durante la reorganización del Ministerio de Planificación, Ordenación del Territorio, Vivienda y Urbanismo. 